# Kambrium
| Fanerozoikum                 | Fanerozoikum       | Fanerozoikum | Fanerozoikum      |
| Eon                          | Era                | Period       | Miljoner år sedan |
| ---------------------------- | ------------------ | ------------ | ----------------- |
| Fanero- zoikum               | Kenozoikum         | Kvartär      | 2,6–0,0           |
| Fanero- zoikum               | Kenozoikum         | Neogen       | 23–2,6            |
| Fanero- zoikum               | Kenozoikum         | Paleogen     | 66–23             |
| Fanero- zoikum               | Mesozoikum         | Krita        | 145–66            |
| Fanero- zoikum               | Mesozoikum         | Jura         | 201–145           |
| Fanero- zoikum               | Mesozoikum         | Trias        | 252–201           |
| Fanero- zoikum               | Paleozoikum        | Perm         | 299–252           |
| Fanero- zoikum               | Paleozoikum        | Karbon       | 359–299           |
| Fanero- zoikum               | Paleozoikum        | Devon        | 419–359           |
| Fanero- zoikum               | Paleozoikum        | Silur        | 444–419           |
| Fanero- zoikum               | Paleozoikum        | Ordovicium   | 485–444           |
| Fanero- zoikum               | Paleozoikum        | Kambrium     | 541–485           |
| Protero- zoikum              | Neoprotero- zoikum | Ediacara     | tidigare          |
| Se även Geologisk tidsskala. |                    |              |                   |

Kambrium är en geologisk period under den paleozoiska eran och pågick för mellan 541 miljoner och 485 miljoner år sedan. Under kambrium skedde en snabb utveckling av livet, den kambriska explosionen. Från denna tid återfinns de första tydliga fossilen från liv med yttre skelett och skal, bland annat trilobiter, och perioden utgör därför den första perioden av eonen fanerozoikum (synligt liv). Tiden före kambrium benämns prekambrium.

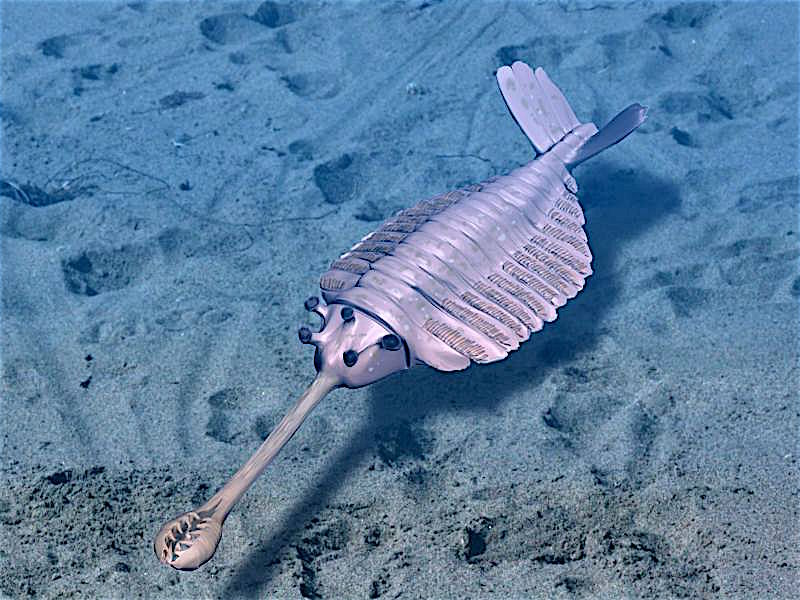
Opabinia är ett exempel på havslevande djur från kambrium som återfinns som fossil

## Namn och indelning
| Kambrium 541 miljoner – 485 miljoner år före nutid | Kambrium 541 miljoner – 485 miljoner år före nutid | Kambrium 541 miljoner – 485 miljoner år före nutid | Kambrium 541 miljoner – 485 miljoner år före nutid |
| Period (System)                                    | Epok (Serie)                                       | Ålder (Etage)                                      | Miljoner år sedan                                  |
| -------------------------------------------------- | -------------------------------------------------- | -------------------------------------------------- | -------------------------------------------------- |
| Ordovicium                                         | Äldre ordovicium                                   | Tremadoc                                           | senare                                             |
| Kambrium                                           | Furong                                             | Etage 10                                           | 490–485                                            |
| Kambrium                                           | Furong                                             | Jiangshan                                          | 494–490                                            |
| Kambrium                                           | Furong                                             | Paibi                                              | 497–494                                            |
| Kambrium                                           | Miaoling                                           | Guzhang                                            | 500–497                                            |
| Kambrium                                           | Miaoling                                           | Drum                                               | 504–500                                            |
| Kambrium                                           | Miaoling                                           | Wuliu                                              | 509–504                                            |
| Kambrium                                           | Serie 2                                            | Etage 4                                            | 514–509                                            |
| Kambrium                                           | Serie 2                                            | Etage 3                                            | 521–514                                            |
| Kambrium                                           | Terreneuve                                         | Etage 2                                            | 529–521                                            |
| Kambrium                                           | Terreneuve                                         | Fortune                                            | 541–529                                            |
| Ediacara                                           |                                                    |                                                    | tidigare                                           |

Namnet kommer från Cambria, det latinska namnet för Wales, och föreslogs första gången av Adam Sedgwick 1835, sedan han hade studerat en lagerföljd i norra Wales. Sedgwicks kambrium kom delvis att gå omlott med den av Roderick Murchison 1839 föreslagna periodindelningen silur. Kambriums gräns framåt i tiden fastställdes 1879, då Charles Lapworth införde benämningen ordovicium för det dubbelperiodiserade tidsintervallet. Referenspunkten GSSP för gränsen ediacara-kambrium ligger vid Fortune Head på Newfoundland i Kanada. Början av kambrium markeras av det första fyndet av spårfossilet Phycodes pedum.
Kambrium indelas i fyra epoker/serier och tio åldrar/etager. De flesta är definierade med globala referenser (GSSP) och har namn avseende platser i Kina och Kanada. Några är dock odefinierade och i avvaktan på slutligt namn används för dessa numrering av serierna och etagerna. 

## Kambrium i Sverige
Efter att länge ha legat över vattenytan översvämmades subkambriska peneplanet (Östersjöområdet och södra Skandinavien) söderifrån och kom under resten av kambrium utgöra ett grundhavsområde. Övriga delar utgjorde en del av kontinenten Baltica, som bestod av Skandinavien, europeiska delen av Ryssland och norra Tyskland och Polen. Kontinenten flyttade sig under kambrium från en position nära Sydpolen till närheten av ekvatorn. I Sverige finns det kambriska bergarter i Skåne, Västergötland, Öland, Östergötland, Närke, Jämtland och Lappland.

## Kontinentaldrift
Under kambrium låg flera av kontinenterna samlade i ett bälte runt ekvatorn. De flesta av de nuvarande sydliga kontinenterna bildade ett sammanhängande block, Gondwana. Kontinenten rörde sig söderut och anses ha nått fram till sydpolen strax efter kambrium. Laurentia, som bestod av Nordamerika med Grönland skildes från Baltika, som var en kontinent av Norden och omgivande områden och i den växande öppningen mellan kontinenterna bildades Iapetushavet.
Andra kontinenter runt ekvatorn var Siberia (motsvarande dagens Sibirien), Kazakhstania (området kring dagens Kazachstan) samt Kina som utgjorde en egen kontinent.

Jorden under mitten av kambrium. Sveriges berggrund fanns i kontinenten Baltica.

## Livet under kambrium
I början av kambrium skedde den så kallade kambriska explosionen, ett skeende i jordens historia då en mängd organismer med yttre skelett plötsligt började dyka upp i det fossila arkivet. I kambriska bergarter har man påträffat fossil av de första ryggradsdjuren.
En förklaring till det som uppfattas som en explosion av olika livsformer kan vara att ett flertal olika livsformer började utveckla hårda skal och/eller andra förstärkningar med vars hjälp det var möjligt att skydda sig mot predatorer eller att förflytta sig snabbare eller energieffektivare. Dessa hårda kroppsdelar ökar sannolikheten för att en djurart ska lämna fossila spår.
Den mest framgångsrika kambriska gruppen var leddjuren. I början av perioden befolkade de haven med en mångfald små räkliknande djur, Marella, Hymenocaris och Tuzoia. Bland leddjuren var trilobiterna, en föregångare till bland andra dagens kräftdjur, en av de vanligaste. De flesta av dem var inte mer än några centimeter långa medan den största, jättetrilobiten, blev cirka 45 cm lång, ibland ända upp till 70 cm. Vissa trilobitarter levde kvar till perm–trias-utdöendet för 252 miljoner år sedan. En annan viktig grupp av organismer under kambrium utgörs av brachiopoder eller armfotingar, som utgör nästan en tredjedel av alla kambriska fossil.
Många andra grupper av organismer fick en mer anspråkslös utbredning under den kambriska perioden: Molluskerna, vars första fossil var snäckor; ring- eller borstmaskar; tagghudingar (echinodermer), nu utdöda carpoider och edrioasteroider; graptoliter, kolonidjur som dog ut 200 miljoner år senare.